# Domanda giudiziale
La domanda giudiziale, nell'ordinamento giuridico italiano e, segnatamente, nel diritto processuale civile, è la richiesta con cui una parte chiede ad un organo giurisdizionale l'emissione di provvedimento a sé favorevole, iniziando così l'esercizio dell'azione legale.

## Caratteristiche
La tutela giurisdizionale è prevista per ogni cittadino dalla Costituzione:
(Art.24 comma 1°)
A seconda della natura del processo, la domanda è proposta con atto di citazione o con ricorso.
Può essere originaria o successiva, se contiene una o più domande congiunte. La domanda implica la necessità di un rapporto fra due soggetti, il primo dei quali, cioè colui che la propone, esprime una pretesa verso il secondo: di qui la condizione che la domanda venga portata a conoscenza del convenuto, prima che il giudice possa emanare alcun provvedimento: infatti, il giudice, salvo diversa disposizione di legge, non può pronunciare decisioni in merito ad alcuna domanda, se la parte contro la quale è stata proposta non è stata regolarmente citata o non è comparsa volontariamente.
La domanda ha pertanto due scopi: quello di promuovere la difesa del convenuto e quello di provocare la decisione del giudice.

## Tipologia
La domanda giudiziale è posta attraverso due distinti atti introduttivi:
- l'atto di citazione, tipico del processo ordinario di cognizione
- il ricorso, tipico di alcuni riti speciali, come il rito del lavoro.

Tecnicamente la forma del ricorso presenta maggiori vantaggi nei confronti di quella della citazione, soprattutto perché permette al giudice di considerarne, sia pure approssimativamente, la validità, evitandone la notificazione della controparte, quando non presenti i requisiti necessari.

## Lo scopo
Non sempre tuttavia lo scopo della domanda consente che essa sia proposta nelle forme suddette; per esempio, per promuovere l'azione di esecuzione, la legge dispone che si notifichi al debitore una intimazione a pagare in un certo tempo (precetto) concedendo alla stesso la facoltà di fare opposizione, ossia di portare dinanzi al giudice le sue ragioni difensive citando il precettante, donde l'istituto della ingiunzione, in cui, pare escludendo come atto iniziale la citazione, la legge provvede a rendere possibili e pronte le difese di colui contro il quale è intentata l'azione.